# Rostroraja
A Rostroraja a porcos halak (Chondrichthyes) osztályának rájaalakúak (Rajiformes) rendjébe, ezen belül a valódi rájafélék (Rajidae) családjába tartozó nem.

## Tudnivalók
A Rostroraja porcoshal-nem előfordulási területe az Atlanti-óceán nyugati és keleti partvidékei. Ezek a porcos halak fajtól függően 84–230 centiméter közöttiek.

## Rendszerezés
A nembe az alábbi 2 faj tartozik:
- fehér rája (Rostroraja alba) (Lacepède, 1803)
- Rostroraja eglanteria (Bosc, 1800) - korábban Raja eglanteria Bosc, 1800